# Simone Bell
Simone Bell (* in Detroit, Michigan) ist eine US-amerikanische Politikerin der Demokratischen Partei.
Simone Bell besuchte das Agnes Scott College in Decatur. Sie ist als Organizer in Atlanta tätig. Seit dem 22. Dezember 2009 gehört Bell als Abgeordnete dem Repräsentantenhaus von Georgia an, wo sie die Nachfolge der zurückgetretenen Demokratin Robbin Shipp antrat. Sie vertritt den 58. Distrikt des Staates, der aus Teilen des DeKalb County und des Fulton County besteht. Mit ihrer Lebensgefährtin Valerie Acree lebt sie in Atlanta.